# معتمدية دقاش
معتمدية دقاش إحدى معتمديات الجمهورية التونسية، تابعة لولاية توزر.